# Lac Balaton
Pour les articles homonymes, voir Balaton.
Le lac Balaton (hongrois : Balaton ; allemand : Balaton ou Plattensee) est un lac d'eau douce de Hongrie et le lac le plus vaste d'Europe centrale. Ses caractéristiques font de lui une zone de pêche et de tourisme importante. Les villes principales autour du lac sont Siófok (capitale de la région), Badacsony, Balatonboglár, Balatonfüred et Keszthely.

## Toponymie
Selon Leroy et  Mulon le mot Balaton est antérieur à l'installation des Hongrois en Europe centrale. Il provient du vieux slave blato, « marais » (cf. le russe, boloto, serbo-croate blato, etc.). L'appellation allemande Plattensee, « le lac (see) plat », en est une déformation par étymologie populaire. À l'époque romaine, selon l'historien Aurelius Victor, le lac s'appelait Pelso.

## Localisation

### Hydrologie
Le lac Balaton s'étire dans une direction générale OSO-ENE le long des contreforts sud des monts Bakony en Hongrie. Long de 78 km pour une largeur variant de 1,5 km à 15 km, ce lac est alimenté par une trentaine de petites sources et de cours d'eau. La Zala est le plus important de ses affluents. Avant d'atteindre le lac, elle traverse une zone humide (au sud ouest du lac), aujourd'hui aménagée, appelée le Kis-Balaton (le « petit Balaton »). L'exutoire du lac est le canal Sió qui rejoint le Danube. Le débit de sortie est contrôlé par une écluse.

### Géologie et géomorphologie
Le lac Balaton a la particularité de posséder une profondeur très faible : 3,25 m de profondeur moyenne et 12 m à l'endroit le plus profond.
Les rives du lac sont dissymétriques : la rive sud est plate, et la pente de la partie immergée est faible ; la rive nord s'approfondit plus rapidement.

### Climat
Dans une région de climat continental, le lac Balaton a un effet modérateur produisant un microclimat plus tempéré (par exemple, les températures dépassent rarement 30 °C en été). Cependant les hivers restent rudes et le lac Balaton est généralement gelé pendant la saison hivernale : l'épaisseur de la glace atteint souvent 25 cm, et parfois même 75 cm lors de froids exceptionnels. Les monts Bakony peuvent aussi apporter de violents orages sur le lac, qui peut alors prendre des allures de mer déchaînée.

## Formation

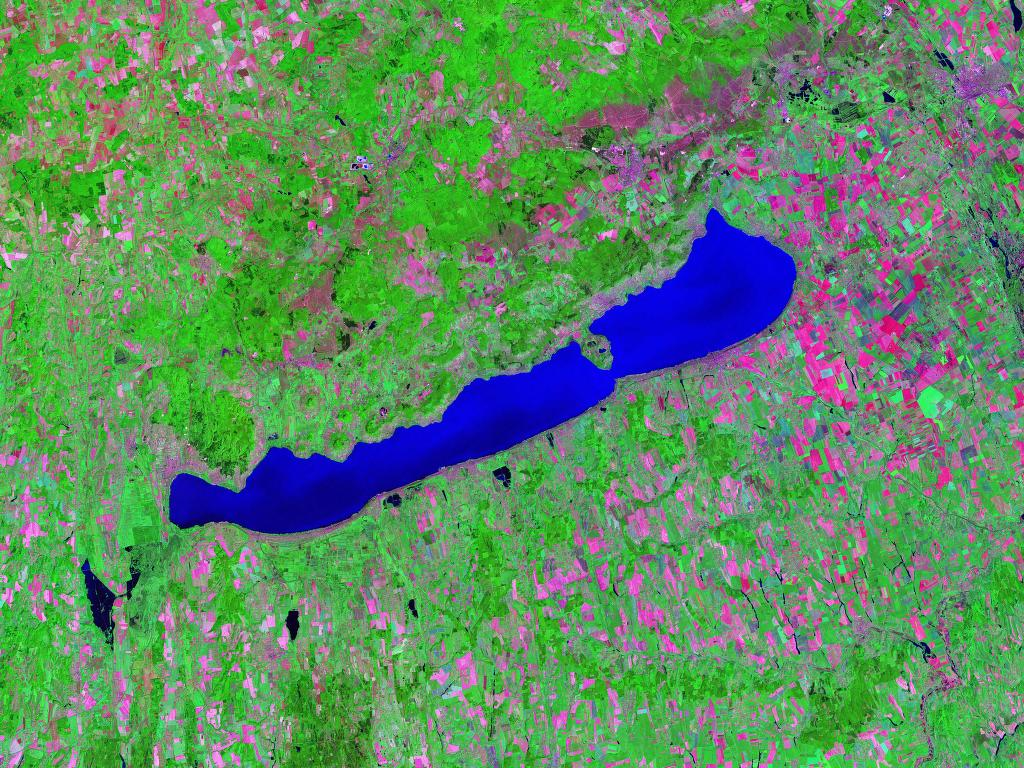
Le lac Balaton vu par le satellite Landsat.

Ce lac d'origine tectonique est lié à une faible subsidence. Son origine est un fossé d'effondrement très léger dû au jeu de nombreuses failles. La présence de reliefs volcaniques (le mont Badacsony et le Szent György, cônes volcaniques anciens, et la presqu'île de Tihany présentant des phénomènes hydrothermaux) témoigne d'anciennes remontées de lave à la faveur des failles. Il semblerait que le lac Balaton se soit asséché deux fois au cours de son histoire, à l'époque Holocène.

## Histoire
La région du lac Balaton est le lieu d'une dernière offensive des armées allemandes du 6 au 16 mars 1945, sous le nom de code opération Frühlingserwachen. Plusieurs unités SS sont décimées.
Le 17 mars 1989, le lac Balaton est déclaré site Ramsar.

## Organisation administrative
Le Balaton s'étend à cheval sur les comitats de Veszprém, Somogy et Zala. Sur la rive nord, la liste des localités est comme suit, d'est en ouest : Balatonfőkajár - Balatonakarattya - Balatonkenese - Balatonfűzfő - Balatonalmádi - Alsóörs - Paloznak - Csopak - Balatonfüred - Tihany - Aszófő - Örvényes - Balatonudvari - Fövenyes - Balatonakali - Zánka - Balatonszepezd - Szepezdfürdő - Révfülöp - Pálköve - Balatonrendes - Ábrahámhegy - Badacsonytomaj - Badacsonytördemic - Szigliget - Balatonederics - Balatongyörök - Vonyarcvashegy - Gyenesdiás - Keszthely.
Sur la rive sud, d'est en ouest : Balatonakarattya - Balatonaliga - Balatonvilágos - Sóstó - Szabadifürdő - Siófok - Széplak - Zamárdi - Szántód - Balatonföldvár - Balatonszárszó - Balatonszemes - Balatonlelle - Balatonboglár - Fonyód - Bélatelep - Balatonfenyves - Balatonmáriafürdő - Balatonkeresztúr - Balatonberény - Fenékpuszta.

## Activités
La rive sud, plus plate, est bordée de plusieurs stations balnéaires (Siófok par exemple). La rive nord est plutôt réservée aux stations thermales, comme Balatonfüred. Le Kis-Balaton est une réserve ornithologique abritant diverses espèces de hérons, des aigrettes et autres oiseaux lacustres. De nombreux touristes sont aussi attirés vers le lac Balaton par la beauté des paysages ainsi que par sa réputation de « lac romantique ».
La pêche est une autre activité économique locale ; 40 espèces de poissons vivent dans le lac (dont des sandres, la carpe et le silure). Une des spécialités culinaires locales est d'ailleurs une soupe de poissons au paprika.
Le lac Balaton a été chanté par Michel Jonasz (album Changez tout). Il a aussi été l'objet d'un morceau du DJ Eric Prydz (aka Pryda). Le téléfilm, Honigfrauen (Le lac des soupçons), de Christoph Silber (de), se passe au bord du lac, en 1986, alors que touristes de l'Est et de l'Ouest s'y rencontrent.
Il existe un concours de beauté en Hongrie qui s'appelle Miss Balaton.
Le lac Balaton a particulièrement inspiré le peintre hongrois József Egry,.
En hiver, le gel transforme le plan d'eau sur lequel évoluent des chars à glace. En 2004, il accueille les Championnats du monde de char à glace.
Il accueille aussi fin mai début juin la course ultrabalaton, course faisant le tour du lac de près de 212 kilomètres dont le nombre de participants en 2014 pour la huitième édition a atteint plus de 4000 coureurs. La course se déroule en relais de 2 à 10 joggers par équipe. Certains se lancent dans l'aventure en solo. Le gagnant de l'épreuve 2014 a parcouru la distance en 19 heures.
Mi-juillet, c'est le Balaton Sound qui a lieu sur la rive sud du lac.

## Transport
Toutes les villes principales autour du lac Balaton possèdent une gare.
Les transports en commun (trains, bus...) jouent un rôle important dans le développement des villes et villages autour du lac.

## Galerie

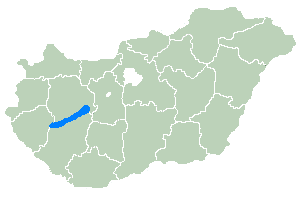
Situation du lac Balaton en Hongrie.
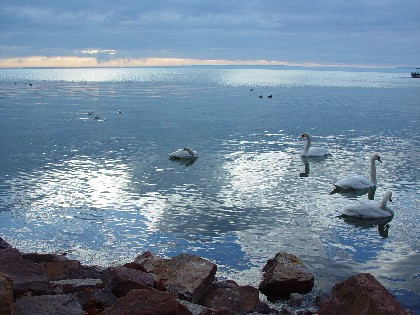
Lac Balaton.
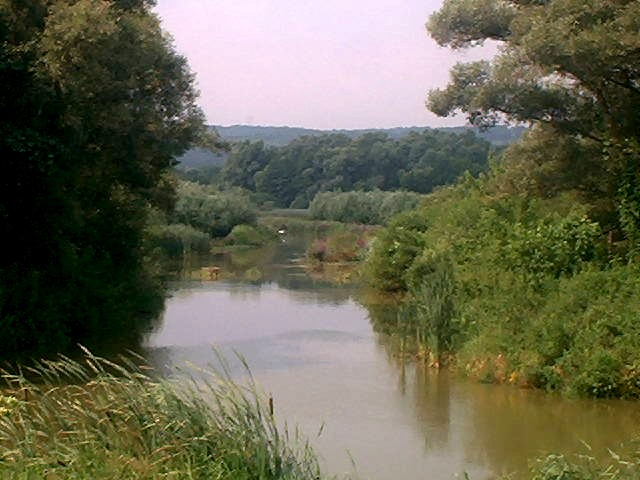
La Zala juste avant le Kis-Balaton près de Zalavár.
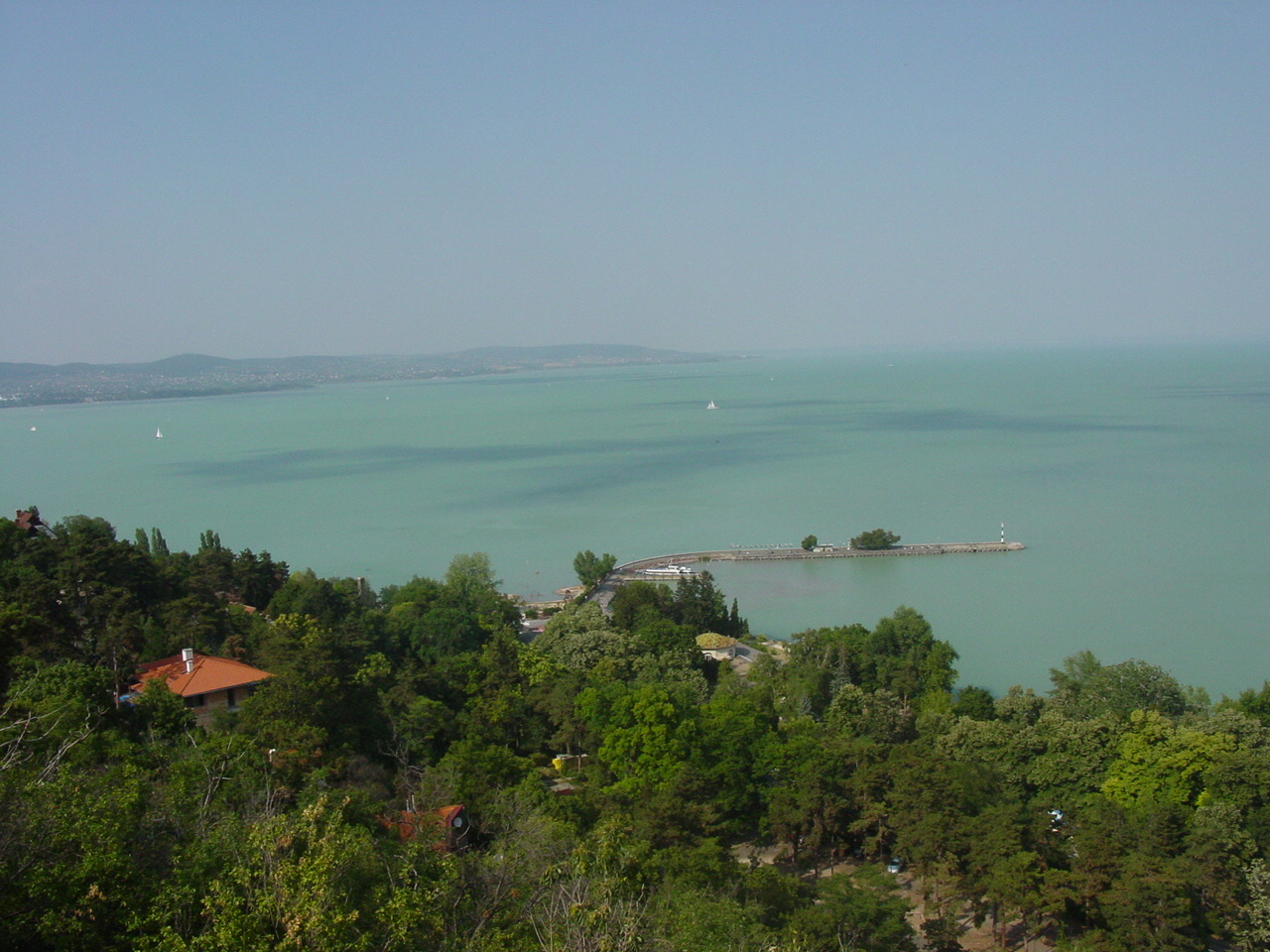
Lac Balaton.